# Stazione meteorologica di Trivento
La stazione meteorologica di Trivento è la stazione meteorologica di riferimento per la località di Trivento.

## Coordinate geografiche
La stazione meteo si trova nell'Italia meridionale, in Molise, in provincia di Campobasso, nel comune di Trivento, ad un'altezza di 550 metri s.l.m. e alle coordinate geografiche 41°47′N 14°33′E.

## Dati climatologici
In base alla media trentennale di riferimento 1961-1990, la temperatura media del mese più freddo, gennaio, si attesta a +4,8 °C; quella del mese più caldo, agosto, è di +22,8 °C  .
| Trivento           | Mesi | Mesi | Mesi | Mesi | Mesi | Mesi | Mesi | Mesi | Mesi | Mesi | Mesi | Mesi | Stagioni | Stagioni | Stagioni | Stagioni | Anno |
| Trivento           | Gen  | Feb  | Mar  | Apr  | Mag  | Giu  | Lug  | Ago  | Set  | Ott  | Nov  | Dic  | Inv      | Pri      | Est      | Aut      | Anno |
| ------------------ | ---- | ---- | ---- | ---- | ---- | ---- | ---- | ---- | ---- | ---- | ---- | ---- | -------- | -------- | -------- | -------- | ---- |
| T. max. media (°C) | 8,2  | 9,3  | 12,4 | 16,6 | 20,9 | 25,4 | 28,6 | 29,0 | 24,8 | 18,4 | 13,2 | 10,0 | 9,2      | 16,6     | 27,7     | 18,8     | 18,1 |
| T. min. media (°C) | 1,5  | 1,4  | 3,7  | 6,6  | 10,5 | 14,2 | 16,8 | 16,7 | 14,2 | 9,7  | 6,4  | 3,1  | 2,0      | 6,9      | 15,9     | 10,1     | 8,7  |